# Conto corrente
Il conto corrente (spesso abbreviato con la sigla C/C) è uno strumento tecnico bancario che indica generalmente il deposito di denaro da parte del titolare/possessore del conto, comunemente detto correntista, all'interno dell'istituto di credito, e che consente l'utilizzo di moneta bancaria, del cosiddetto denaro elettronico ed altri strumenti finanziari da parte del titolare stesso.

## Descrizione
Il conto corrente viene utilizzato sia dai soggetti privati che dalle aziende. I primi lo adoperano principalmente per la canalizzazione dello stipendio, l'addebito delle utenze e come forma impropria di risparmio; le aziende lo utilizzano invece per convogliare i flussi di denaro (incassi e pagamenti) nazionali ed internazionali attraverso i bonifici. Esso permette quindi di utilizzare tutti gli strumenti che sostituiscono il denaro contante (quali: assegni, carte di credito, bonifici, addebiti preautorizzati), e servizi di home banking.
Nel Regno Unito e negli Stati Uniti è diffusa la formula del conto corrente a zero spese, ossia con un numero illimitato di operazioni gratuite.

### Tutela del risparmio
Il conto corrente è una forma di risparmio tutelata in modo universale dall'intervento statale; la Costituzione della Repubblica Italiana prevede infatti che la Repubblica Italiana tuteli il risparmio in tutte le sue forme. A giustificazione di questi interventi si considerano i costi sociali dovuti ad eventuale disordine pubblico, povertà e disoccupazione che provocherebbero una corsa agli sportelli e la conseguente interruzione del credito ad imprese e cittadini.
In prima istanza, ogni istituto risponde dei crediti vantati da terzi nei suoi confronti. In caso di difficoltà, le banche centrali hanno il potere di imporre fusioni, acquisizioni e aumenti di capitale sociali ad altre banche, una "cordata di salvataggio" degli istituti in difficoltà. La Banca Centrale è responsabile delle attività e delle passività degli istituti di credito operanti, o che hanno operato e terminato ogni attività, nel territorio nazionale. Da ultimo, lo Stato con il suo patrimonio è garante dell'esposizione del sistema bancario verso terzi.

## Disciplina normativa

### Italia
Il Codice civile tratta due figure di conto corrente:
- Il conto corrente ordinario (art. 1823) e seguenti del Codice civile ed è il contratto con il quale le parti (di norma, due imprenditori) in virtù di un costante rapporto di affari, sono legati da reciproci debiti e crediti, sicché invece di procedere al pagamento di volta in volta, rinviano ad un unico momento la definizione di tali rapporti. In questo modo, assicurandosi di mantenere liquidità a disposizione, si evita di movimentare denaro, per cui le parti del contratto decidono di astenersi dal pagamento e provvedere alla liquidazione per differenza dei rispettivi crediti, entro scadenze predeterminate.
- Il conto corrente bancario (art. 1852) è il contratto con cui la banca assume il mandato di compiere per conto del cliente e dietro il suo ordine pagamenti e riscossioni (di assegni, cambiali, fatture, imposte, bollette, ecc), fornendo quindi al cliente il cosiddetto servizio di cassa. Questo tipo di conto, nonostante non abbia una diretta coincidenza con l'altro, subisce un rinvio attraverso l'art. 1857 agli articoli del conto corrente ordinario.

Il conto corrente bancario può essere di due tipi: semplice e di corrispondenza.
In Italia l'identificazione del conto corrente è stata a lungo basata sulle coordinate bancarie BBAN (codice alfanumerico di 23 caratteri), contenente il codice CIN, il codice ABI della banca, il CAB dell'agenzia/succursale e il numero di C/C. Dal 1º gennaio 2008 si è passati al codice IBAN (codice alfanumerico di 27 caratteri) composto da 27 caratteri: il codice ISO 3166-1 dello Stato, due cifre di controllo, e il BBAN.
Il titolare di un conto corrente semplice può prelevare la somma depositata solo alla scadenza, mentre nel conto corrente di corrispondenza il correntista ha l'esigibilità a vista delle somme in esso depositate.
La banca che ha un rapporto di fiducia con il cliente (ne riceve garanzie economiche) può concedergli il fido bancario, che consente scoperti in linea capitale in limiti prestabiliti.
Al correntista, specie nel passato, può venire riconosciuto un interesse sulle somme versate (definito "interesse creditore" o "interesse attivo") sia per incentivare il risparmio e quindi il deposito di somme sul conto corrente, sia quale parziale ricompensa per il rischio affrontato dal creditore.
Al conto corrente possono essere associati servizi come:
- carnet di assegni, utilizzabili per pagamenti in base alla "convenzione di assegno";
- addebito diretto delle utenze - ex Rapporto interbancario diretto (RID);
- pagamenti e prelievi con carte di pagamento, attraverso circuiti sia italiani come Bancomat e PagoBancomat, sia internazionali come Visa e MasterCard, o FastPay per il pagamento caselli autostradali.

#### Estratto conto
Periodicamente, con cadenza trimestrale o mensile, la banca mette a disposizione (in forma cartacea o su web) ai correntisti il cosiddetto estratto conto (normalmente identificato con la sigla E/C), contenente il saldo disponibile e, in un prospetto, il riepilogo dei movimenti effettuati nel periodo. Detto prospetto si presenta su cinque colonne: 
- data di registrazione;
- data di valuta;
- dare;
- avere;
- descrizione dell'operazione effettuata.

L'estratto conto è molto importante per il cliente in quanto con esso verifica i movimenti sul C/C effettuati e conosce il saldo e, ai fini ISEE, anche la giacenza media.
In particolare nel conto corrente si ravvisano 3 tipi di saldo:
- saldo liquido: può essere positivo o negativo. Viene determinato ordinando i movimenti in base alla data di valuta. Esso è molto importante in quanto è utilizzato per il calcolo degli interessi creditori o debitori di pertinenza di uno specifico rapporto di conto.
- saldo contabile: si determina ordinando i movimenti in base alla data di registrazione.
- saldo disponibile: viene determinato ordinando i movimenti in base alla data di disponibilità. Il cliente può disporre di una determinata somma versata sul C/C solo nel momento in cui è maturata la disponibilità.

Ad esempio, se un cliente versa sul conto un assegno bancario/postale di euro 1 000 lunedì 12/04/2010, supponendo che il C/C preveda per il versamento degli assegni bancari l'applicazione di 3 giorni lavorativi di valuta e 4 giorni lavorativi di disponibilità avremo che:
- in data 12/04/2010 il saldo contabile aumenta di euro 1 000, quello liquido e quello disponibile non variano;
- in data 15/04/2010 il saldo liquido aumenta di euro 1 000 e decorrono gli interessi creditori;
- in data 16/04/2010 la somma di euro 1 000 diviene disponibile.
Gli istituti di credito prevedono vari tipi di conto corrente, ad es. a canone o con pagamento delle operazioni. Sono sempre più diffusi i cosiddetti conti Internet, ossia i conti correnti a canone zero o molto basso, che hanno un'operatività soprattutto su Internet.
L'art. 119 del D.Lgs. n. 385/93 dispone che gli estratti conto si intendono approvati trascorsi 60 giorni di calendario dal ricevimento senza che il cliente si opponga.

Secondo la giurisprudenza della Corte di Cassazione, nei rapporti privati fra banca e cliente, l'estratto conto corrente integrale, elaborato a partire dal saldo zero e dalla data dell'apertura conto, ha valore legale come prova di pagamento, e della conseguenza esistenza di un debito/credito da parte di una delle due controparti del rapporto bancario. Tuttavia, l'estratto conto è opponibile solamente in casi limitati nei rapporti di diritto pubblico all'Agenzia delle entrate, all'agente di riscossione fiscale e alla Pubblica amministrazione italiana, difettando del duplice requisito della certificazione della data e della certificazione del titolo di pagamento, laddove la causale è un'informazione prodotta unilateralmente dal correntista. L'associazione fra il conferimento in denaro e l'adempimento di una determinata prestazione obbligatoria è certificato dalla firma del creditore mediante la quietanza di pagamento.

#### Tutela e garanzia del risparmio
I conti correnti sono soggetti a due fondi di garanzia che tutelano i depositi fino a 100 000 euro:
- Fondo Interbancario di Tutela dei Depositi (FITD): Questo fondo garantisce i depositi per importi fino a 100 000 euro[5]. Diversamente dagli altri Paesi Europei, al fondo non vengono fatti accantonamenti al termine di ogni anno solare, né sono presenti riserve monetarie.
- Fondo di Garanzia dei Depositi del Credito Cooperativo (FGDCC): Questo fondo, specifico per le banche di credito cooperativo e le casse rurali, offre una protezione simile a quella del FITD. L'adesione è obbligatoria per tutte le banche del sistema del credito cooperativo[6].

I fondi di garanzia sono alimentati dagli Stati membri e dalle banche che vi hanno sede legale, limitatamente all'esposizione delle filiali poste nel territorio nazionale. Solamente a queste lo Stato può imporre l'adesione al fondo: infatti lo Stato non ha giurisdizione sulle filiali estere di banche aventi sede legale nello Stato, né sulle sedi nazionali di banche di diritto estero. Perciò i fondi di garanzia coprono i depositi dei cittadini di uno Stato membro, presso filiali nazionali di banche aventi sede legale nello Stato.
Ad esempio, l'Italia garantisce i depositi presso filiali situate in Italia di banche aventi sede legale in Italia. Invece non sono garantiti i conti correnti domiciliati presso filiali estere di nostre banche, né i conti correnti di cittadini italiani presso filiali presenti in Italia di banche di diritto estero.
Se si presenta un'emergenza tale principio viene derogato e gli Stati membri intervengono con apposita legge a garanzia dei depositi dei cittadini, anche di quelli nelle filiali nazionali di banche straniere, sebbene queste non siano obbligate ad alimentare i fondi di garanzia. Spesso si tratta di un anticipo, salvo buon fine, del recupero del credito dal Paese nel quale la banca ha sede legale. Ad esempio, per la crisi islandese del 2008 il Regno Unito ha restituito ai cittadini inglesi le somme che avevano depositato presso le filiali nel Regno Unito di banche islandesi, chiedendone poi all'Islanda la restituzione.

#### Tasse e imposte sul conto corrente
Un normale conto corrente subisce una tassazione su due fronti: 
1. L'imposta di bollo, pari a: a) 100,00 euro l'anno per le persone giuridiche b) 34,20 euro all'anno per le persone fisiche, in questo caso non dovuta però per giacenze medie inferiori a 5 000,00 euro.
2. L'ulteriore imposta di bollo pari allo 0,2% sui depositi e sul valore del deposito titoli.
3. L'imposizione tributaria del 26% sugli interessi maturati (l'aliquota sulle rendite finanziarie è stata alzata a tale livello a partire dal 1º luglio 2014)

### In Europa
Il Regolamento europeo n. 655/2014 ha introdotto l’ordinanza europea di sequestro conservativo per semplificare il recupero coattivo dei crediti di natura civile e commerciale. La normativa tutela i creditori nei casi in cui il conto corrente del debitore si trovi in un Paese diverso da quello del giudice che ha il compito a decidere del recupero del credito, oppure differente dal domicilio del creditore. La procedura non sostituisce quelle previste dagli Stati membri e non si applica ai diritti reali derivanti da testamenti, successioni o procedure fallimentari.